# Persona (film)
A Persona egy 1966-ban készült, 85 perces, fekete-fehér svéd film Ingmar Bergman rendezésében.

## Történet
A film nyitójelenete egymásba vágott képkockák sora: egy lefogott tenyérbe szöget ütnek, hullák, pergő filmtekercs, idős halott asszony, fiatal halott gyerek, majd a halott gyermek az ágyon megmozdul, megfordul és alvást színlel. Szürreális rémálomjelenetek halmaza. A kisfiú felül az ágyban, és egy óriásira felnagyított női arcképet simogat.
A bevezető képsorok után egy kórházból indul a film. A kórház főorvosa megbízza Almát, az egyik ápolónőt, hogy gondozza a híres színésznőt, Elisabeth Vogler asszonyt, aki egy színdarab kellős közepén megnémult, és azóta nem szólal meg. Látszólag teljesen egészséges, reakciói normálisak a némaságán kívül. Alma betér a színésznő szobájába, beszél hozzá, bemutatkozik, mesél magáról. Elisabeth figyelmesen hallgatja, többnyire mosolyog. Ugyan Vogler látszólag érzelmektől mentes később, mégis reagál mikor szemtanúja a kórházi televízión ahogy egy Vietnámban zajló demonstráció során egy tüntető felgyújtja magát. A főorvos kezdeményezésére annak vidéki birtokára utaznak ketten, hogy ott folytassa Alma nővér a színésznő terápiáját. A tengerparti ház képsorait és a két nő alakját mutató kameraképek narrátora maga Ingmar Bergman. Naphosszat sétálnak a tengerparton, Alma folyamatosan beszél a néma színésznőhöz. Ő irányítja a nőt. Főznek, napoznak, kellemesen telnek a napok. Egy nap Alma stabil világnézete kezd darabjaira hullani. Másnap Elisabeth levelet kap a férjétől, mellékelve kisfiuk fényképét. Elisabeth széttépi a fotót, a levelet Alma olvassa fel neki. Elisabeth kiborul. Alma a napok során mindent elmond magáról, egykori szerelmeiről, a kudarcairól, beszél egy spontán orgiát követő abortuszáról, a férfiakról, a munkájáról, teljesen átadja magát, lelkileg teljesen lemeztelenedik a másik előtt. Miután részegen teljesen elengedi magát a színésznő társaságában a nővér hallja, ahogy Elisabeth kedvesen hozzá szól, hogy menjen aludni. Másnap mikor Alma megkérdezi, hogy beszélt-e Elizabeth tagadóan rázza a fejét. Csak látomás volt. 
Elisabeth levelet ír az orvosnőnek, amit rábíz a nővérre, hogy adja postára. Alma útközben a lezáratlan a borítékból kiveszi a levelet, és elolvassa. Teljesen összeomlik, amikor a sorokból kitűnik, hogy a színésznő elárulta őt: nevetségesnek tartja a lány kitárulkozását, és jó mulatságnak a tanulmányozását. Alma zaklatottan hazatér, majd véletlenül megvágja magát egy pohárral. Összenéznek a színésznővel és a képet egy fehér törés szakítja félbe sikitó hanggal párosítva.
Később Alma szembesíti a színésznőt levelével, elmondja, hogy megbántotta és könyörög neki, hogy mondjon valamit. Miután Elisabeth továbbra is néma marad Alma megtámadja, de a színésznő felpofozza. Alma a tűzhelyen forró vízért kap, mire a színésznő ilyedten felkiált. Alma megpróbál bocsánatot kérni, de Elisabeth elszalad előle. Alma könyörögve utána szalad, majd zokogva összeomlik a tengerparton. Később a délután folyam Elisabeth egy könyvet olvas amiben meglát egy képet egy zsidó fiúról a varsói gettóban. Látszólag a fiú nagy benyomást tesz a színésznőre. 
Este megjelenik Vogler, a színésznő férje és azt hiszi  Almáról, hogy Elisabeth. Alma tiltakozása ellenére Vogler hosszan beszél a szerelmükről és a fiukról. Elisabeth Alma mellett áll és megfogja a kezét. Alma a színésznő helyett beszél, bevallja szerelmét és elfogadja szerepét mint a gyermek anyja. Ezt követően  Alma együtt hál Voglerrel miközben Elisabath nézi őket. Alma az együttlét után sír. 
Másnap reggel Alma a fiú a képét tanulmányozva találja Elisabethet. Alma leül és elkezdi elmesélni a Elisabeth élettörténetét; Kiderül egy este valaki azt mondta a színésznőnek, mindene meg van ami egy nőnek lehet, kivéve az anyaságot. Elisabeth nevet a beszélgetésen, de később mégis a fejébe férkőzik az anyaság gondolata. Teherbe esik, ahogy azonban a terhesség halad Elisabeth rájön, hogy nem szeretné az anya szerepét felvenni. Többször is megpróbálkozik elhajtani  a magzatot, de nem jár sikerrel. A fiú születése után sem érez semmi felé szeretet a gyermek iránt. Kiderül, utálja a fiát annak ellenére, hogy az folyton a szeretetét keresi. Alma még egyszer elismétli a monológot majd sírva az alábbit közli a színésznővel: "Én nem vagyok olyan, mint maga. Én nem érzem úgy magam, mint maga. Én nem Elisabeth Vogler vagyok! Maga Elisabeth Vogler!" 
Alma elmegy, de később visszajön. Felsérti karját és a véres sebet  Elisabeth szájához nyomja, ezután többször megüti a színésznőt. Alma összepakol és elhagyja a házat. A kamera elfordul és a filmet felvevő stábot mutatja.

## Cenzúra
A film két jelenete szokott a cenzúra hálóján fennakadni: egy merev péniszt ábrázoló rövid felvétel a film elején (kivágták az amerikai DVD-ről, de bennehagyták az Accent Film Entertainment változatában), és Alma monológjának egy részlete, amikor elmeséli, hogy egy napozás alkalmával egy orgiába bekapcsolódva a vele együtt napozó nőt az alkalmi férfipartnerének „a keze juttatta el a csúcsra”.

## Szereposztás
| Színész            | Szerep                     | Szinkron            |
| ------------------ | -------------------------- | ------------------- |
| Liv Ullmann        | Elisabeth Vogler színésznő | Majsai-Nyilas Tünde |
| Bibi Andersson     | Alma nővér                 | Tóth Ildikó         |
| Gunnar Björnstrand | Vogler úr                  | Bács Ferenc         |
| Margaretha Krook   | főorvosnő                  | Molnár Zsuzsa       |
| Jörgen Lindström   | Elisabeth fia              | néma marad          |
| Ingmar Bergman     | Narrátor                   | Végvári Tamás       |

## Hatása más filmekre
- Woody Allen 1975-ös Szerelem és halál (Love and Death) című filmjében a Personához hasonlóan két arc mosódik össze, mely végül eggyé válik.
- David Lynch Mullholland Drive című alkotásában a filmbeli színésznő karaktere Elisabeth-hez hasonló kérdéseket vet fel. A film egyik jelenetében két arc összemosásával pedig vizuálisan is visszatér a Persona.
- Charlotte Gainsbourg állítása szerint a 2011-es Melankólia szerepére készülve, Lars von Trier azt javasolta neki és Kirsten Dunstnak, hogy a Persona nővér-páciens kapcsolatát tanulmányozzák.

## Díjak
- 1968-ban az amerikai Filmkritikusok Országos Társasága (NSFC) díját nyerte el a legjobb film, legjobb rendező (Bergman) és a legjobb színésznő (Andersson) kategóriában.
- A Persona szerepel a The New York Times valaha készült legjobb 1000 filmjének listáján.
- 2010-ben a Persona az Empire Magazin "A világ 100 legjobb mozifilmjének" listáján a 71. lett.